# 瑠璃色

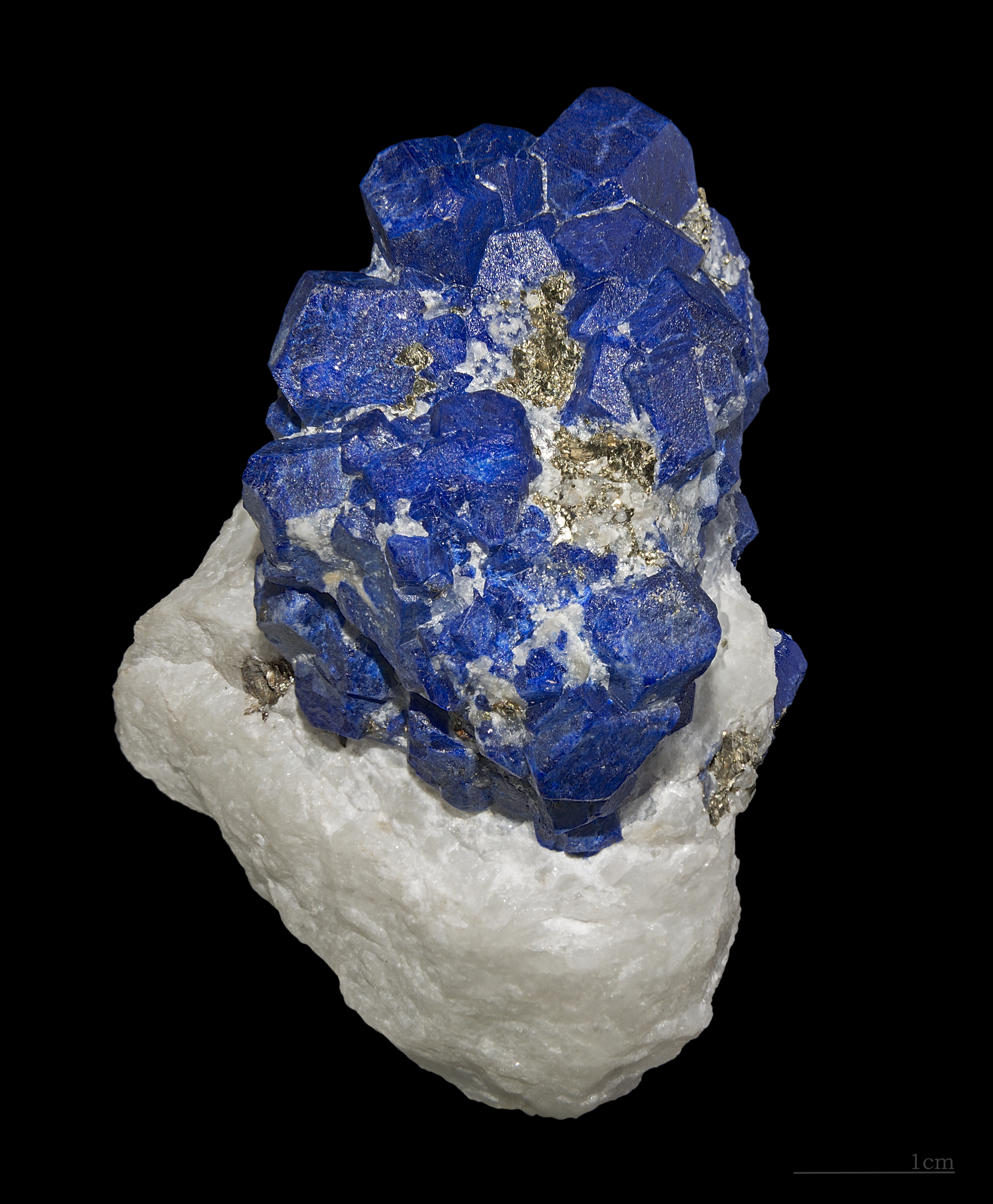
瑠璃（ラピスラズリ）

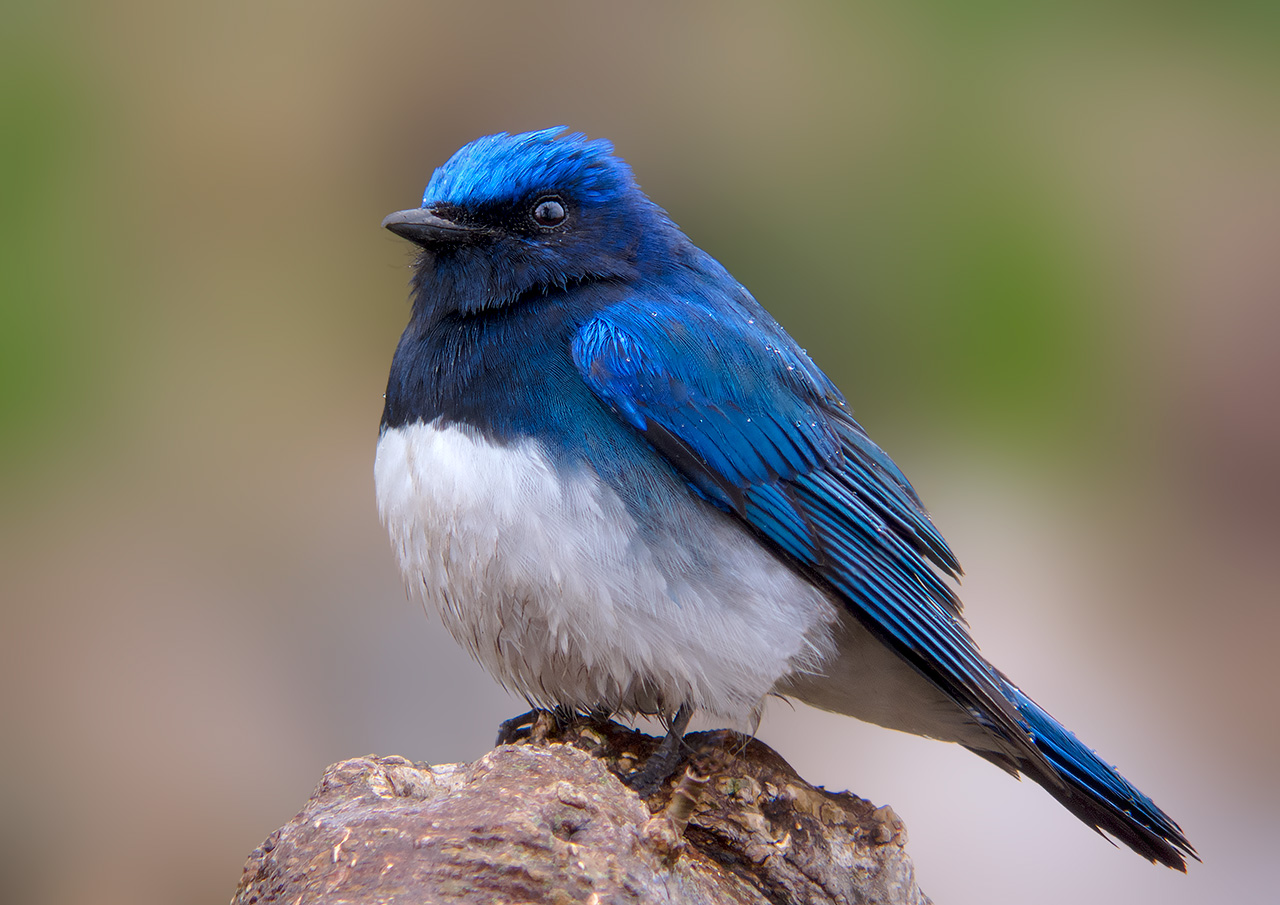
オオルリのオス。俗に「瑠璃鳥」ともいう。

瑠璃色（るりいろ）は、紫みを帯びた濃い青。名は、半貴石の瑠璃（ラピスラズリ、英: lapis lazuli）による。JIS慣用色名では「こい紫みの青」（略号 dp-pB）と定義している。
また、「オオルリ」「コルリ」「ルリビタキ」などの瑠璃色を代表する鳥が存在する。

## 概要
半貴石のラピスラズリを粉砕し精製した顔料は、天然ウルトラマリンである。もともと主にペルシャで産出され、中国を経て日本にわたったと伝えられる。ヨーロッパにはアフガニスタンから海路で運ばれたためマリンの名を冠しているという説がある。ただし、色としてのウルトラマリンブルーを群青色とし、瑠璃色と区別する人もいる。瑠璃の色と瑠璃の粉末の色、天然ウルトラマリンの色は異なる。
加工の過程で色合いは変わるが、主要発色成分の化学組成は変わらない。そもそも、ラピスラズリはそれぞれの色合いが異なり、いわゆる色名で指定してもその色合いとは異なり、大なり小なりの齟齬が生じる。
平安時代初期の『竹取物語』には、車持皇子が語る蓬萊の描写として「こがね、しろかね、るりいろの水、山よりながれいでたり」という記述がある。女性の名前にも使われている。

## 顔料としての瑠璃
瑠璃は、西洋では伝統的に聖母マリアのローブの色として用いられていたが、日本では藍銅鉱からとれる群青が主流で、顔料としての瑠璃は高松塚古墳にわずかに使われたとの説があるに過ぎない。
宝石としての瑠璃は、シルクロードの終着駅として大陸との交流が盛んだった時期にさえ、天皇など貴族階級以上のごく一部が宝飾品（正倉院宝物）としてわずかに所有するのみであった。これらは鉛系ガラスの『白琉璃高杯 しろるりたかつき』『白琉璃碗 しろるりわん』『緑瑠璃十二曲長坏』『紺琉璃坏』などとして残されている。後にコバルトで発色させた瑠璃色のガラスも混同されて「瑠璃」と呼ばれるようになったが、これはスマルトに近い。

瑠璃色と紺色、紺青

## 近似色
- 群青色
- 青
- 紺色
- 青紫
- コバルトブルー